# Massa (crêpe)
Pour les articles homonymes, voir Massa et Masa.
Le massa (orthographe des pays francophones) ou masa (orthographe des pays anglophones) est une galette ou gâteau faite à base de riz fermenté. De nos jours, le massa se fait aussi avec de la farine de mil ou par mélange de la farine de riz et de mil. Il a été diffusé par les Haoussas dans de nombreux pays du continent africain, au-delà du Niger et du Nigéria, dans une zone allant du Mali au Tchad en passant par le Bénin, le Cameroun le Burkina Faso, le Ghana et le Togo, où il est aujourd'hui un aliment populaire. 
Le massa se mange la plupart du temps au petit-déjeuner et au goûter. Il est souvent accompagné de bouillie mais se mange également avec un plat de haricots,,,. Au Nord du Nigéria et au Sud du Niger, il peut également être consommé avec un mélange d'épices appelé yaji, ou en accompagnement de soupes.

## Préparation
Pour faire le massa pour trois à quatre personnes, il faut environ quatre cent grammes de farine de mil, une banane bien mûre réduite en purée, trente grammes de riz, environ deux cent à trois cent grammes de sucre et de l'huile végétale neutre.
Une fois les ingrédients réunis, il faut mélanger la farine avec de l’eau sans que cela ne soit liquide. Car le but c'est de pouvoir en faire des boules à étaler puis, il faut laisser reposer la pâte toute une nuit  dans le but qu'elle se fermente. Le lendemain, on y ajoute un peu d'eau et on bat la pâte pour la faire lever. Après cela, on fait une bouillie de riz que l'on rajoute à la pâte battue. On peut y ajouter la purée de banane et du sucre et mélanger le tout. S'il le faut, on y ajoute de l'eau. Enfin, on fait des boules de pâte que l'on étale et qu'on fait frire à l'huile. Pour cela, on utilise la moule à crêpes,,,.